# Romantic Warriors
Romantic Warriors (с англ. — «Воины за романтику») — пятый альбом немецкой диско-группы Modern Talking, вышедший в 1987 году. Диск содержит хит группы — «Jet Airliner».

## Создание альбома
Альбом был записан в 1986 году, ещё в то время, когда отношения участников дуэта Дитера Болена и Томаса Андерса были терпимыми (до скандала во время концерта в Мюнхене). При записи использовалось большое количество живых инструментов.
Открывает альбом песня, выпущенная синглом, «Jet Airliner», написанная под впечатлением Болена от бесконечных авиаперелетов. Балладу «We Still Have Dreams» Томас Андерс исполнял на фестивале в турецком Чешме в 1987 году. Эта песня также исполнялась вновь объединённой группой в 1998 году на концертах, однако в альбом «Back For Good» включена не была.

## Продвижение
В Испании Андерс и Болен провели серию телевыступлений, записав песни «Jet Airliner», «Don’t Worry», «Romantic Warriors» и выпустив дополнительный региональный сингл «Don’t Worry» в форматах 7" и 12". Этот сингл не выпускался больше нигде.
В Германии группа практически не вела промокампаний, связанных с альбомом (только несколько телевыступлений в поддержку сингла «Jet Airliner»), что объяснялось большой напряженностью в личных отношениях участников дуэта и нарастающим желанием Томаса Андерса взять передышку на год-два для отдыха от бесконечных гастролей, теле- и аудиозаписей. Результатом этого стали сравнительно скромные продажи альбомов (в сравнении с предыдущими пластинками), несоизмеримые с коммерческим потенциалом альбома.

## Дополнительная информация
Песня «We Still Have Dreams» готовилась осенью 1986 года к выходу в качестве сольного сингла Томаса Андерса (при продюсировании Дитером Боленом) как своеобразный эксперимент, под впечатлением от опыта Джорджа Майкла, выпустившего в 1984 году сольный сингл «Careless Whisper», будучи участником дуэта Wham!. Однако этим планам не суждено было сбыться из-за нежелания Дитера Болена продюсировать сольный проект Андерса.

## Список композиций
1. «Jet Airliner» (4:19)
2. «Like A Hero» (3:45)
3. «Don’t Worry» (3:31)
4. «Blinded By Your Love» (4:02)
5. «Romantic Warriors» (3:59)
6. «Arabian Gold» (3:43)
7. «We Still Have Dreams» (3:06)
8. «Operator Gimme 609» (3:39)
9. «You And Me» (4:04)
10. «Charlene» (3:50)

## Высшие позиции в чартах (1987)
- Турция — 1 место.
- Германия — 3 место.
- Австрия — 6 место.
- Швейцария — 8 место.
- Норвегия — 10 место.
- Греция — 12 место.
- Швеция — 15 место.
- Нидерланды — 24 место.

В Швейцарии альбом Romantic Warriors достиг золотого статуса. В Испании альбом получил платиновый статус.